# وجيه أباد (شيروان)
وجیه أباد (بالفارسية: وجیه‌آباد) هي منطقة سكنية تقع في إيران في قسم شیروان الريفي. يقدر عدد سكانها بـ 61 نسمة .